# شورای اروپا
شورای اروپا (به انگلیسی: Council of Europe) کهن‌ترین سازمان برای یکپارچه‌سازی اروپاست که در سال ۱۹۴۹ میلادی (۱۳۲۸ ه‍.خ) دایر گشت. پایهٔ این سازمان بر گسترش مردم‌سالاری، حقوق بشر، زمامداری قانون و بهره‌برداری از همکاری‌های فرهنگی استوار است. ۴۷ کشور با مجموع ۸۲۰ میلیون نفر جمعیت عضو این شورا هستند.
نهادهای قانونی آن عبارتند از کمیته وزیران شکل گرفته از وزیر خارجه از هر کشور، مجمع پارلمانی از پارلمان متشکل از مجلس از هر کشور، کمیته مختلط متشکل از پنج عضو کمیته وزیران و ش عضو مجمع پارلمانی و دبیرکل که رهبر دبیرخانه شورای اروپا است.
پایگاه این شورا در استراسبورگ فرانسه است و فرانسوی و انگلیسی زبان‌های رسمی آن هستند. جرگهٔ وزیران، مجمع پارلمانی و کنگره آلمانی، ایتالیایی و ترکی استانبولی را نیز بکار می‌برند.
مهم‌ترین زمینه فعالیت شورای اروپا در رابطه با حقوق بشر است. معاهده اروپایی حقوق بشر (۴ نوامبر ۱۹۵۰) و تأسیس دو نهاد خاص کمیسیون اروپایی حقوق بشر و دادگاه اروپایی حقوق بشر از آن جمله‌اند.

## پیشینه

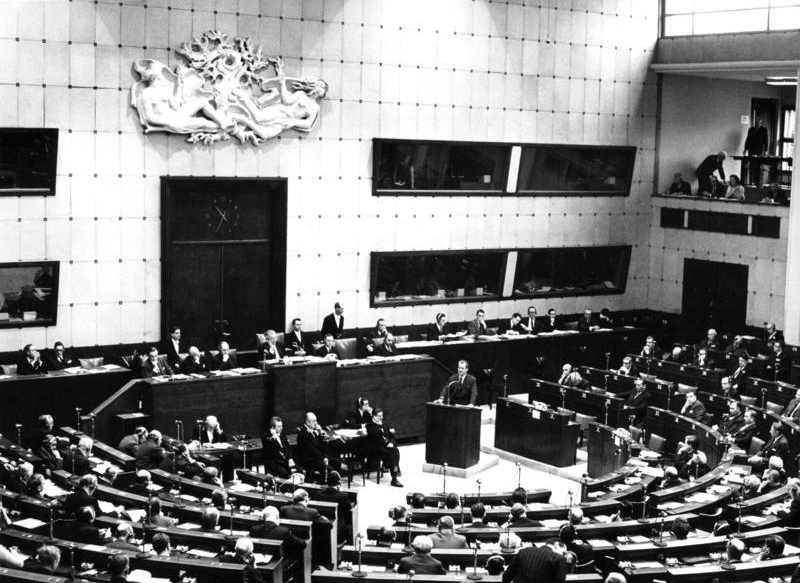
جلسه شورا در سال ۱۹۶۷ در استرسبورگ

پس از جنگ جهانی دوم که اروپا با ویرانی‌های گسترده روبرو شده بود، اندیشهٔ بازسازی و آشتی بین مردم کشورهای گوناگون اروپایی پایه‌ریز این شورا شد.
یکی از نخستین پیشنهادهای یکپارچه‌سازی اروپا به‌وسیلهٔ پال تلکی نخست‌وزیر مجارستان پس از آنکه کشورش دو سوم خاک خود را در جریان پیمان تریانون پس از جنگ جهانی نخست از دست داد، پیشنهاد شد.
چرچیل در سال ۱۳۲۵ (برابر ۱۹۴۶) در سخنرانی خود در دانشگاه زوریخ سوییس از ایالات متحده اروپا نام برد. دو سال پس از آن ساختار شورا در لاهه هلند به بحث گذاشته شد.
در ۱۵ اردیبهشت ۱۳۲۸ (خورشیدی) (برابر ۵ می ۱۹۴۹) شورا با پیمان لندن به بهره‌برداری رسید. در این روز اساسنامهٔ شورا با دستینهٔ (امضای) ده کشور ایتالیا، بریتانیا، بلژیک، هلند، دانمارک، فرانسه، ایرلند، لوکزامبورگ، نروژ، سوئد به تصویب رسید. هم‌اکنون همهٔ کشورهای اروپایی بجز بلاروس و قزاقستان و واتیکان در این شورا هستند. (تا سال ۲۰۱۲ میلادی ۴۷ کشور)

## هدف‌ها و دستاوردها
مادهٔ یک اساسنامه این شورا می‌گوید: «درهای این شورا بر روی کشورهایی که به دنبال گسترش مردم‌سالاری، حقوق بشر، زمامداری قانون و بهره‌برداری از همکاری‌های فرهنگی هستند، باز است».
این شورا با تصویب پیمان‌ها و کنوانسیون‌های گوناگون، دستاوردهای زیادی را در راه رسیدن به اهداف خود داشته است.
برخی از دستاوردهای شورا:
- گسترش زمامداری قانون با تصویب حدود ۲۰۰ پیمان مانند کنوانسیون جرایم اینترنتی، کنوانسیون پیشگیری از تروریسم، کنوانسیون‌های ضد بزهکاری و کنوانسیون حقوق بشر.
- کمسیون بهرهوری عدالت (CEPEJ)
- حفاظت از حقوق بشر به‌ویژه از راه کنوانسیون اروپایی حقوق بشر و کمیته اروپایی پیگیری شکنجه.
- کنوانسیون اقدام ضد قاچاق انسان
- کنوانسیون حفاظت از کودکان در برابر آزار جنسی

## بنیادها و مجمع‌ها
- دبیرکل که برای یک دورهٔ پنج ساله به‌وسیلهٔ مجمع پارلمانی انتخاب می‌شود.
- جرگهٔ وزیران که وزیران خارجهٔ ۴۷ کشور شورا هستند.
- مجمع پارلمانی که شامل نمایندگان پارلمان کشورهاست.
- کنگرهٔ شورا که در سال ۱۹۹۴ ساخته شد و شامل نمایندگان سیاسی محلی از کشورهای شوراست.
- دادگاه حقوق بشر اروپا که شامل قاضی‌هایی از کشورهای شورا است.
- کمسیون حقوق بشر که توسط مجمع پارلمانی ایجاد شده است.

شمار زیادی از سازمان‌های مستقل و نیمه مستقل نیز با این شورا همکاری دارند.

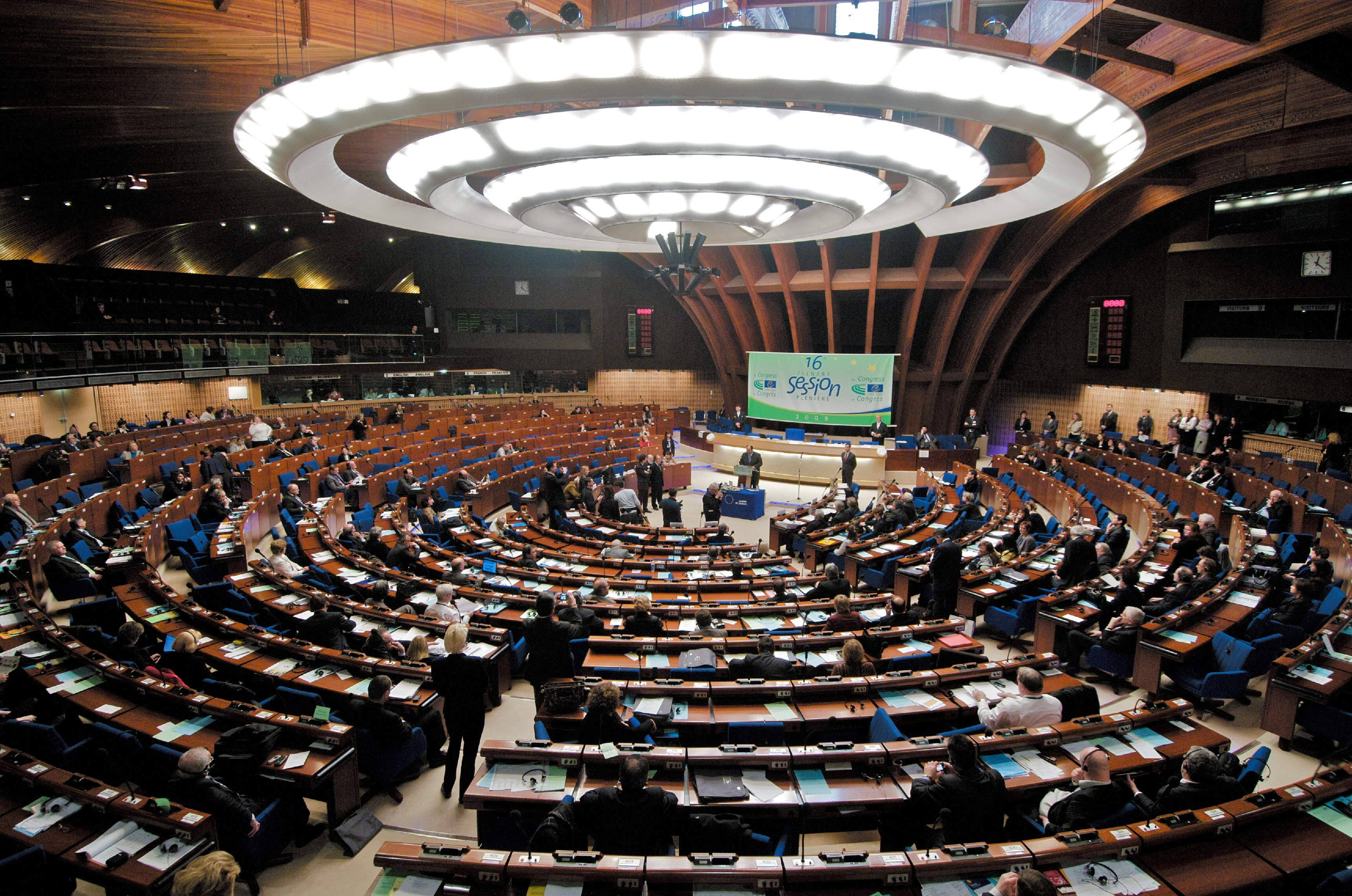
اتاق عمومی کاخ اروپا در شورای اروپا

## نمادها
نماد این شورا همان پرچم اتحادیه اروپاست که ۱۲ ستاره زرد رنگ را در زمینهٔ آبی دارد.

## کشورها
| پرچم             | کشور            | تاریخ الحاق     |
| ---------------- | --------------- | --------------- |
| بلژیک            | بلژیک           | پایه‌گذار        |
| دانمارک          | دانمارک         | پایه‌گذار        |
| فرانسه           | فرانسه          | پایه‌گذار        |
| جمهوری ایرلند    | ایرلند          | پایه‌گذار        |
| ایتالیا          | ایتالیا         | پایه‌گذار        |
| لوکزامبورگ       | لوگزامبورگ      | پایه‌گذار        |
| هلند             | هلند            | پایه‌گذار        |
| نروژ             | نروژ            | پایه‌گذار        |
| سوئد             | سوئد            | پایه‌گذار        |
| بریتانیا         | بریتانیا        | پایه‌گذار        |
| یونان            | یونان           | ۹ اوت ۱۹۴۹      |
| ترکیه            | ترکیه           | ۹ اوت ۱۹۴۹      |
| ایسلند           | ایسلند          | ۷ مارس ۱۹۵۰     |
| آلمان            | آلمان           | ۱۳ ژوئیه ۱۹۵۰   |
| اتریش            | اتریش           | ۱۶ آوریل ۱۹۵۶   |
| قبرس             | قبرس            | ۲۴ مه ۱۹۶۱      |
| سوئیس            | سوییس           | ۶ مه ۱۹۶۳       |
| مالت             | مالت            | ۲۹ آوریل ۱۹۶۵   |
| پرتغال           | پرتغال          | ۲۲ سپتامبر ۱۹۷۶ |
| اسپانیا          | اسپانیا         | ۲۴ نوامبر ۱۹۷۷  |
| لیختن‌اشتاین      | لیختن‌اشتاین     | ۲۳ نوامبر ۱۹۷۸  |
| سان مارینو       | سن مارینو       | ۱۶ نوامبر ۱۹۸۸  |
| فنلاند           | فنلاند          | ۵ مه ۱۹۸۹       |
| مجارستان         | مجارستان        | ۶ نوامبر ۱۹۹۰   |
| لهستان           | لهستان          | ۲۶ نوامبر ۱۹۹۱  |
| بلغارستان        | بلغارستان       | ۷ مه ۱۹۹۲       |
| استونی           | استونی          | ۱۴ مه ۱۹۹۳      |
| لیتوانی          | لیتوانی         | ۱۴ مه ۱۹۹۳      |
| اسلوونی          | اسلونی          | ۱۴ مه ۱۹۹۳      |
| جمهوری چک        | جمهوری چک       | ۳۰ ژوئن ۱۹۹۳    |
| اسلواکی          | اسلواکی         | ۳۰ ژوئن ۱۹۹۳    |
| رومانی           | رومانی          | ۷ اکتبر ۱۹۹۳    |
| آندورا           | آندورا          | ۱۰ نوامبر ۱۹۹۴  |
| لتونی            | لاتویا          | ۱۰ فوریه ۱۹۹۵   |
| آلبانی           | آلبانی          | ۱۳ ژوئیه ۱۹۹۵   |
| مولدووا          | مولداوی         | ۱۳ ژوئیه ۱۹۹۵   |
| مقدونیه شمالی    | جمهوری مقدونیه  | ۹ نوامبر ۱۹۹۵   |
| اوکراین          | اوکراین         | ۹ نوامبر ۱۹۹۵   |
| کرواسی           | کرواسی          | ۶ نوامبر ۱۹۹۶   |
| گرجستان          | گرجستان         | ۲۷ آوریل ۱۹۹۹   |
| ارمنستان         | ارمنستان        | ۲۵ ژانویه ۲۰۰۱  |
| جمهوری آذربایجان | آذربایجان       | ۲۵ ژانویه ۲۰۰۱  |
| بوسنی و هرزگوین  | بوسنی و هرزگوین | ۲۴ آوریل ۲۰۰۲   |
| صربستان          | صربستان         | ۳ آوریل ۲۰۰۳    |
| موناکو           | موناکو          | ۵ اکتبر ۲۰۰۴    |
| مونته‌نگرو        | مونته‌نگرو       | ۱۱ مه ۲۰۰۷      |

کشورهای پایه‌گذار
عضوهای پسین

بلاروس و قزاقستان به دلیل مشکلات حقوق بشر هنوز به جمع کشورهای این شورا نپیوسته‌اند. روسیه به علت حمله به اوکراین و تحریم‌های اتحادیه اروپا از این شورا خارج شد.

### ناظران
آمریکا، کانادا، واتیکان، مکزیک و ژاپن ناظران این شورا هستند.
مجلس‌های کانادا، مکزیک، اسرائیل و نماینده مجلس فلسطین و ترک‌های قبرس نیز می‌توانند در جلسه‌های شورا شرکت کنند.